# Сноповое
Сноповое (укр. Снопове) — село,
Мачеховский сельский совет,
Полтавский район,
Полтавская область,
Украина.
Код КОАТУУ — 5324083208. Население по переписи 2001 года составляло 80 человек.

## Географическое положение
Село Сноповое находится на расстоянии в 1 км от села Судиевка.
По селу протекает пересыхающий ручей с запрудой.
Рядом проходит автомобильная дорога М-22 (E 577).